# Carabao Island (Romblon)
Carabao Island ist eine philippinische Insel im Nordosten der Sibuyansee. Sie liegt etwa 6 km vor der Südwestküste der Insel Tablas und knapp 5 km nördlich von Boracay.

## Verwaltung
Die Insel bildet zusammen mit sehr kleinen vorgelagerten Inselchen (etwa Hinulogan Islet) die Gemeinde San Jose (Municipality of San Jose) im Süden der philippinischen Provinz Romblon. Das Zentrum von San Jose liegt an der Ostküste von Carabao Island.